# Portonovo
Portonovo es una villa española de la parroquia gallega de Adigna en el municipio pontevedrés de Sangenjo.
Situado en la Ría de Pontevedra, su clima es suave en invierno y cálido y soleado en verano. Esto es importante para el turismo que, en la actualidad, es el motor económico de la localidad, ya que hace incrementar su población en la estación estival de forma considerable. 
Varias playas se encuentran a lo largo de la costa correspondiente a la localidad: Baltar (también conocida como playa de Portonovo), Caneliñas y Canelas.
Portonovo también se nutre económicamente de la vida nocturna que experimenta un despunte durante la estación de verano y en otros períodos vacacionales. La villa cuenta con numerosos locales de copas, pubs, cafeterías y varias discotecas.

## Fiestas y acontecimientos

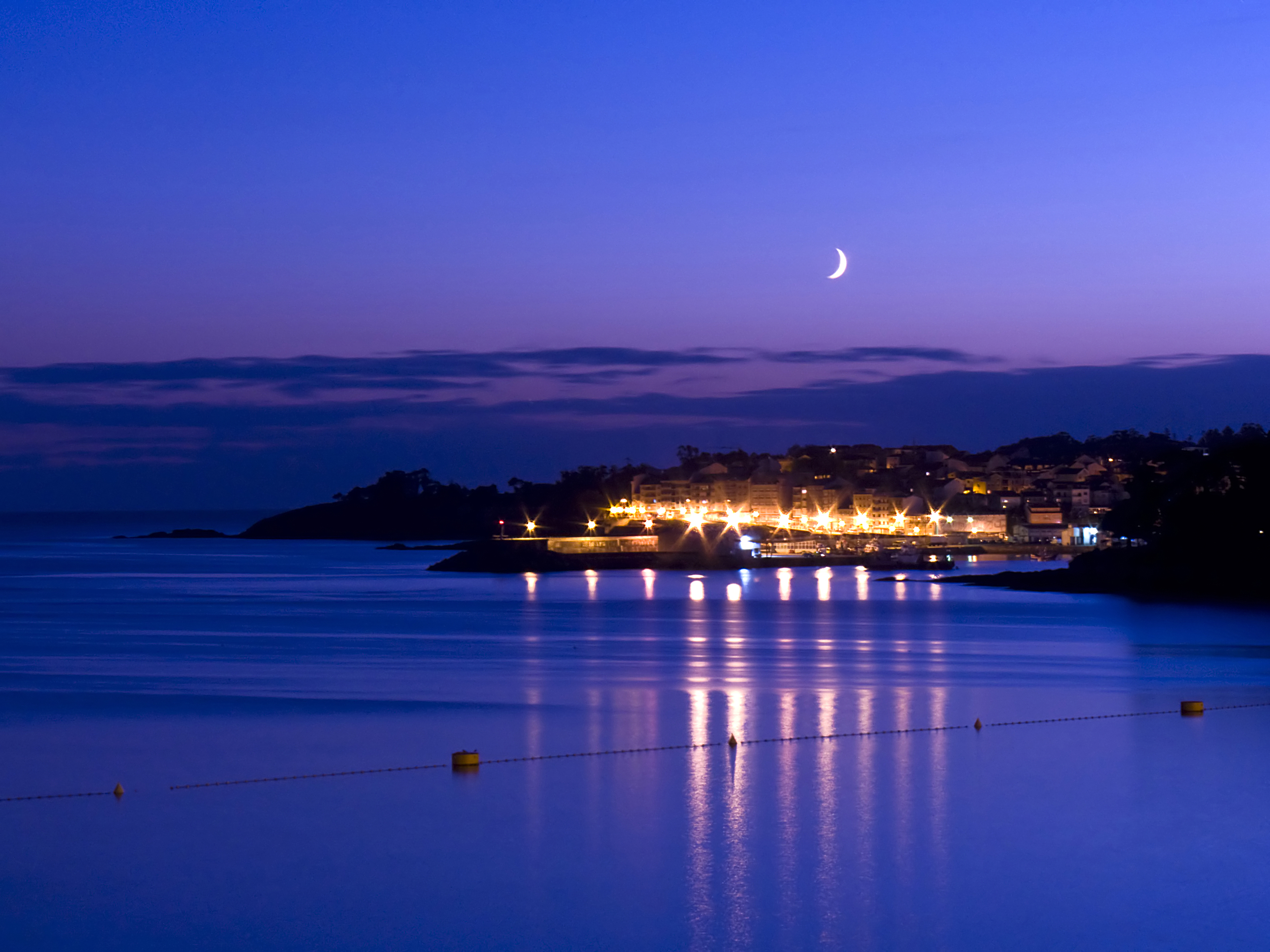
Portonovo desde la playa de Silgar, en Sangenjo.

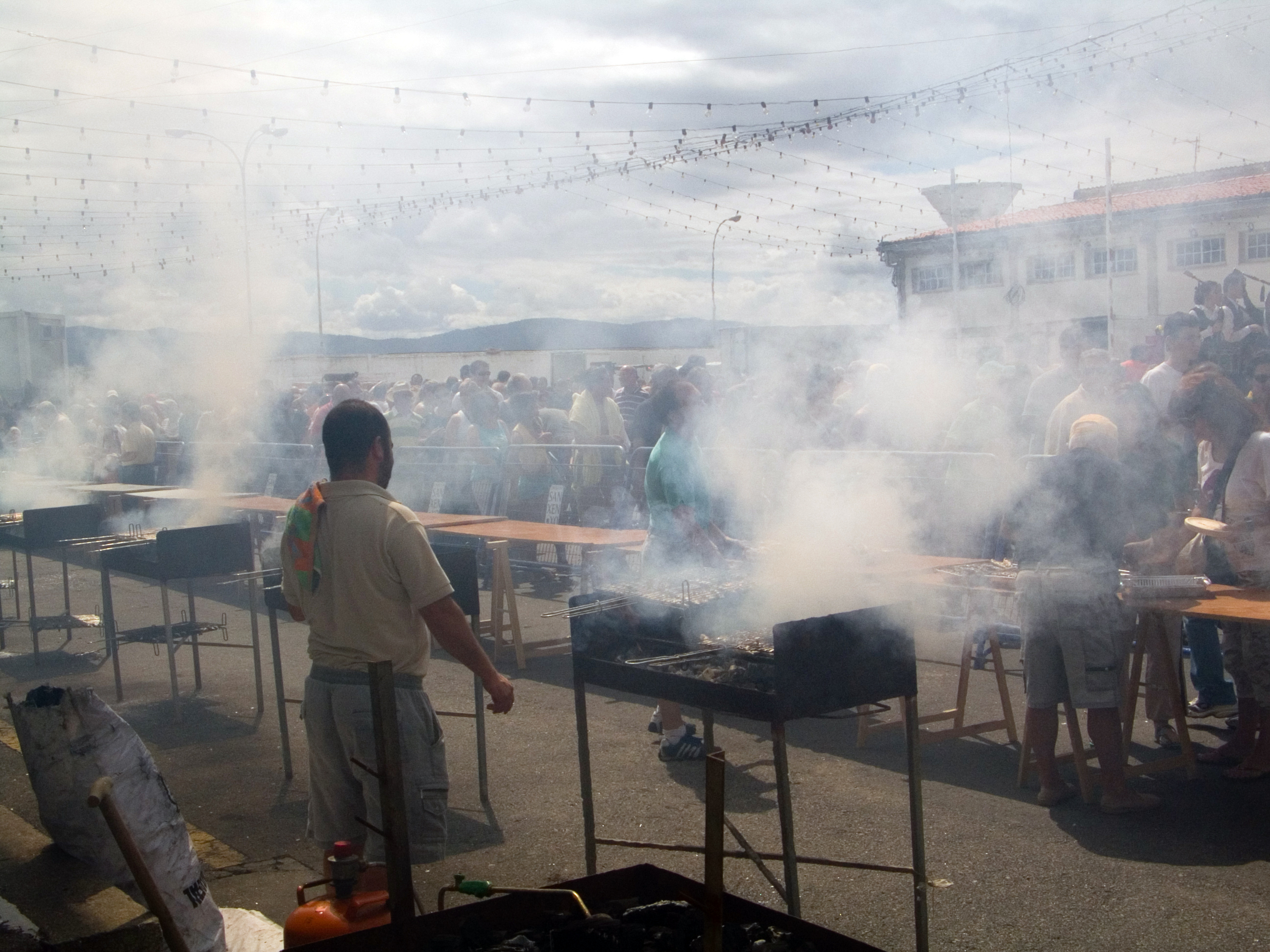
Asando las sardinas en la Fiesta de la Sardina.

Las fiestas más importantes son las de:
- San Roque, patrón de la villa, que se celebra del 14 al 19 de agosto. Las fiestas en la parroquia comienzan con la fiesta de la sardina, el 14, con una gran sardinada en el muelle. Al día siguiente se celebra el día de la patrona de la parroquia Santa Mª Adina, pero el día clave de las principales fiestas del pueblo se celebra con el encuentro de las santas de la iglesia parroquial y los santos de la Capilla de Portonovo, en frente al colegio público, a las 12 del mediodía. Es una tradición que viene de siglos atrás. Las procesiones llevan una ruta por una zona distinta del pueblo y se realizan en dos días distintos, en los que cada procesión es dedicada a San Roque y a La Virgen del Carmen respectivamente. También se le dedica un día al perro de San Roque, con juegos y concursos de belleza canina. Se hace una verbena y una feria en la zona del puerto y la playa. La despedida, el último domingo de agosto, es como el encuentro pero a la inversa, donde las imágenes de la capilla despiden a las de la iglesia hasta el año próximo. Esto cierra las fiestas grandes en la parroquia.

- Santa Catalina, patrona de la villa, se celebra el 25 de noviembre y consiste en una procesión marítimo-terrestre. Los santos desfilan por las calles en una ruta ligeramente diferente a la de las procesiones de San Roque hasta llegar al puerto, y allí cada santo es subido a un barco y acompañado por los feligreses que lo deseen. La ruta marítima se extiende por la zona exterior de la ría de Pontevedra.

- San Cristóbal, que se celebra a principios del mes de julio, son una fiestas más modestas y su repercusión no es tan grande como las de San Roque, pero al igual que en estas, se monta una feria y una verbena.

- La Fiesta de la Raya (A Festa da Raia), que se celebra desde hace más de una década cada fin de semana anterior a la Semana Santa (aunque esto puede variar, como en el caso de 2008 que se realizó en mayo). En estas fiestas se monta una carpa en el muelle, un recinto en el que se pueden degustar diversos platos.

- El entierro de la sardina (O enterro da sardiña), como en muchos pueblos de España, en Portonovo se celebra el entierro de la sardina el miércoles de ceniza en los carnavales. Por norma general, la sardina suele parodiar algún personaje o acontecimiento relevante surgido a lo largo del año, como la gripe aviar, hace unos años. En 2009 parodió a Barack Obama.

- La Concentración anual de motos, se celebra cada año el segundo fin de semana de septiembre, y a ella acuden un gran número de moteros de toda España así como del extranjero. Se organizan espectáculos de acrobacias con motos, cuatrimotos y coches.

- La Regata Príncipe de Asturias, es una regata de k-4 que transcurre por la ría de Pontevedra y que tiene salida en la playa de Baltar, en Portonovo. En 2009 se celebró el 15 de agosto.

## Iglesia de Santa Catalina
Pequeña y sencilla construcción en piedra, de nave única con planta rectangular, en la que destaca sobre todo la espadaña que se eleva sobre la iglesia, adornada con dos pináculos y rematada en cruz. La fachada principal está adornada también con dos pequeños pináculos, uno a cada lado. Se encuentra situada en la parte más alta de la villa, a su alrededor todas las calles son cuesta abajo. Anexa a ella se ubica el parque infantil de San Roque. En la fachada posterior aparece adosada la sacristía, también de planta rectangular. Está dedicada a Santa Catalina. Desde esta capilla salen las procesiones patronales en las festividades de agosto. Detrás del altar están las imágenes de los patrones del pueblo: San Roque y Sª Catalina; aparte de otras imágenes que también salen en procesión: Sª Lucía y La Virgen del Carmen, entre otras.

## Playas

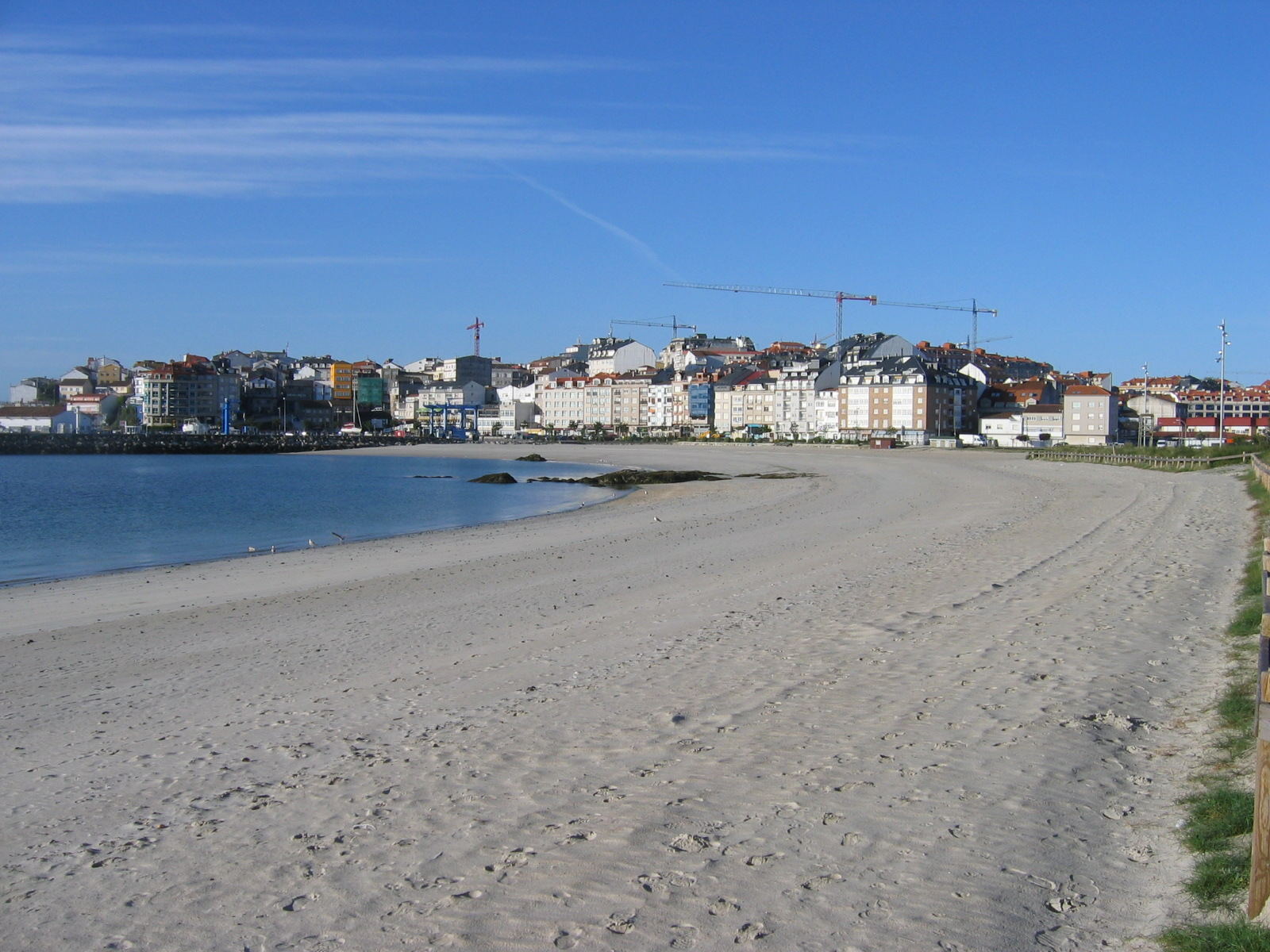
Portonovo.

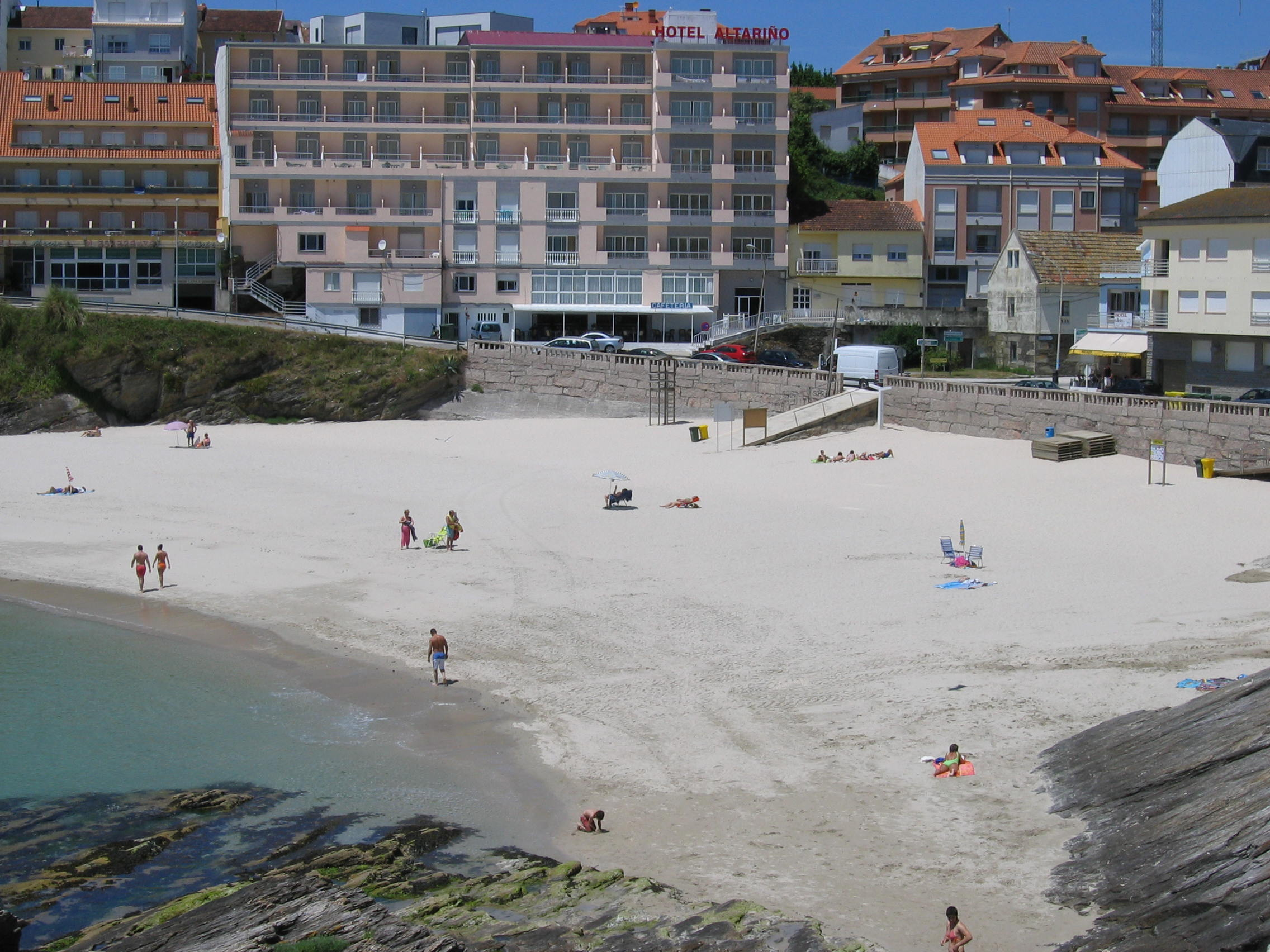
Caneliñas.

- playa de Portonovo: También conocida como playa de Baltar (es la que presenta mayor longitud) y separada de la playa de Silgar por la Punta del Vicaño. Detrás de esta playa hay una zona verde, ubicada entre dos paseos, uno de ellos de madera.

- Caneliñas: Pequeña playa, en la que se encuentra "la Covasa", un estrecho de agua entre dos rocas en uno de los bordes de la playa y que se vacía por completo cuando baja la marea.

- Canelas: Después de Caneliñas y dejando atrás la Punta del Seame, se encuentra esta playa de tamaño considerable.

Todas ellas cuentan con el distintivo europeo de bandera azul. Pertenecen al conglomerado de playas de Sangenjo.

## Puertos
- Puerto Principal: Es el mayor de Portonovo y el mejor del ayuntamiento de Sangenjo. Es el principal puerto pesquero del municipio, ya que cuenta con barcos que se dedican a la pesca de baja y de media altura, los cuales toman su amarre en él. Su lonja es uno de los motores económicos del pueblo. Cuenta con tres naves industriales donde, entre otras cosas, se tejen y enredan las redes de pesca. Tiene tres grúas de carga y descarga de navíos, una de ellas móvil. El muelle fue arrasado por temporales y vuelto a construir hasta tres veces en las décadas de los 60 y 70. En su zona más próxima al pueblo hay un aparcamiento donde es habitual la celebración de las fiestas patronales.

- Muelle del Chasco: más pequeño que el anterior, es el puerto deportivo de Portonovo. Está pegado a la playa de Portonovo y en su extremo se encuentra el Club Náutico de Portonovo.

## Deportes
Portonovo cuenta con una larga tradición en Piragüismo. El Club de Piragüismo de Portonovo es uno de los más importantes de la zona, además de acoger la Regata Princesa de Asturias de categorías K-4 y C-4, desde hace varias décadas. Portonovo también cuenta con un club de fútbol, el Portonovo SD, que ha militado durante varios años en Tercera División. Asimismo, en Portonovo se celebran varios eventos náuticos, como regatas de barcos tradicionales, denominadas dornas, o de barcos a vela.

## Curiosidades
- La película El Hereje se rodó en gran parte, en esta localidad.

- Portonovo, junto con el anexo de la antigua parroquia de San Mauro de Arra y el barrio de Baltar forman la parroquia de Santa María Adina, una de las más antiguas y extensas del municipio.
- Se dice que hace muchos años en una procesión marítima uno de los barcos volcó cayéndose la gente y la imagen del santo al mar, al poco de zarpar.
- El Encuentro es una de las tradiciones más antiguas del municipio, que se viene celebrando desde hace más de 200 años. El lugar donde tiene lugar, antiguamente era un puente sobre el río (hoy canalizado e inexistente).
- Portonovo fue municipio durante varios años en el siglo XIX.
- Pese a no ser capital del municipio al que pertenece, Portonovo es la localidad más poblada de Sangenjo.
- En 2009 17 países participaron en la XXX regata Príncipe de Asturias K-4 y C-4.[2]